# فلاديسلاف لارين
فلاديسلاف فلاديميروفيتش لارين (بالروسية: Владислав Владимирович Ларин؛ من مواليد 7 أكتوبر 1995) لاعب تايكوندو روسي ، بطل العالم وأوروبا وبطل سلسلة الجائزة الكبرى خمسة مرات .

## نشأته
ولد فلاديسلاف لارين في 7 أكتوبر 1995 في قرية كوتكوزيرو ،  كاريليا. عندما كان في الخامسة من عمره ، انتقلت عائلته إلى بتروزافودسك ، عاصمة كاريليا. مارس الجمباز الفني قبل أن يتعرض لإصابة في اليد وهو في سن الخامسة ما دعه على التوقف عن ممارستها في عام 2002 انتقل إلى ممارسة رياضة التايكوندو ، حيث ارتاد معهد الثقافة البدنية والرياضة والسياحة في جامعة ولاية بتروزافودسك ، حيث مارس التايكوندو.